# Anwältinnen küsst man nicht
Anwältinnen küsst man nicht (What Rats Won’t Do) ist eine britische Filmkomödie aus dem Jahr 1998. Regie führte Alastair Reid, das Drehbuch schrieben Steve Coombes, William Osborne und Dave Robinson.

## Handlung
Die Anwälte Kate Beckenham und Jack Sullivan praktizieren in London. Beckenham gilt als ehrgeizig, während Sullivan kein festes Ziel verfolgt, aber trotzdem sämtliche Prozesse gewinnt. Sullivan verbringt eine Nacht mit Kates Schwester Ellen. Am nächsten Morgen kann er sich an nichts erinnern, liest den Namen seiner Zufallsbekanntschaft in ihren Ausweispapieren und spricht in der Küche die zusammen mit Ellen wohnende Kate als Ellen an. Beckenham hat seitdem über ihren Kollegen eine schlechte Meinung, die noch schlimmer wird, als er in einem Betrugsfall gegen sie antritt und die Vertagung des Prozesses erreicht.
Beckenham wird mit der Vertretung von Gerald Burton junior beauftragt, der im Testament seines verstorbenen Vaters übergangen wurde und das Erbe auf dem Rechtsweg bekommen will. Sullivan vertritt die im Testament begünstigte Mirella Burton. Vor Gericht kommt es zu heftigen Wortgefechten zwischen Beckenham und Sullivan. Sie eskalieren, nachdem Beckenhams Notizen von Sullivan gestohlen werden. Der Richter bezeichnet die Streitigkeiten als jene eines alten Ehepaares. Über den Fall wird in den Medien berichtet, worauf Beckenhams Verlobter Graham die Beziehung beendet. Er sagt Kate, sie brauche eher Jack.
Beckenham und Sullivan verbringen mehr Zeit zusammen. Die Anwältin bekommt Zweifel an der Motivation ihres Mandanten. Sie übergibt ihrem Kollegen Liebesbriefe, die beweisen, dass der Verstorbene die Erbin wirklich liebte. Burton junior fragt Beckenham, ob sie etwas dagegen unternehmen könne. Sie beantwortet mit einer lateinischen juristischen Maxime, die der Untertitel als Schwachköpfe verlieren immer wiedergibt. Sullivan gewinnt den Fall und offenbart Beckenham, dass er sie liebt; sie küssen sich und werden ein Paar. Ellen fängt an, sich mit Graham zu verabreden.

## Kritiken
Die Zeitschrift TV direkt 18/2007 schrieb, der Film sei „turbulenter Spass“.
Die Zeitschrift prisma verglich den Film mit der Komödie Ehekrieg aus dem Jahr 1949. „Dank sympathischer Darsteller“ biete „diese neumodische Variante beste Unterhaltung“.

## Hintergründe
Der Film wurde in London gedreht. Er wurde in den USA im Juli 1998 veröffentlicht, während er im Vereinigten Königreich zum ersten Mal am 27. September 1998 im Fernsehen ausgestrahlt wurde. In einigen Ländern wie Argentinien und Island wurde er auf Video veröffentlicht.